# Luis Blanco Garrido
Luis Blanco Garrido (Santa Coloma de Gramanet (Barcelona), 31 de mayo de 1978) más conocido como Luis Blanco, es un exfutbolista y entrenador de fútbol español, que actualmente entrena al C. D. Atlético Baleares de la Segunda Federación.

## Trayectoria como jugador
Luis Blanco fue un delantero formado en las categorías inferiores de la Unión Deportiva Atlético Gramenet con el que debutó con apenas 16 años en la Segunda División B de España en la temporada 1994-95. Tras dos temporadas en la Unión Deportiva Atlético Gramenet, firma por el Real Club Deportivo Espanyol "B" en la temporada 1998-99.
Tras tres temporadas en el filial "perico" en la Segunda División B de España, en la temporada 2001-02 regresa a la Unión Deportiva Atlético Gramenet, de la misma categoría donde juega dos temporadas más.
Desde 2003 a 2010, Luis jugaría en las filas del CF Badalona de la Segunda División B de España.
En 2010, firma por la UE Sant Andreu de la Segunda División B de España, donde juega sus últimas dos temporadas en activo, antes de retirarse en 2012.

## Trayectoria como entrenador
En verano de 2014, Luis se incorporó al fútbol base del RCD Espanyol y formó parte como segundo entrenador de los cuerpos técnicos del Real Club Deportivo Espanyol "B" de Lluís Planagumà y David Gallego. 
En la temporada 2017-2018, se hace cargo del equipo Juvenil A de División de Honor, mientras que en el curso siguiente se hace cargo del Juvenil B del RCD Espanyol.
En la temporada 2019-20, regresa a los mandos del Juvenil A de División de Honor del RCD Espanyol, al que dirige durante temporada y media, hasta subir al filial "perico" para sustituir al José Aurelio Gay.
El 24 de marzo de 2021, se hace cargo del Real Club Deportivo Espanyol "B" de la Segunda División B de España.
En la temporada 2021-22, dirige al Real Club Deportivo Espanyol "B" en la Segunda División RFEF.
El 12 de mayo de 2022, se convierte en nuevo entrenador del Real Club Deportivo Espanyol de manera interina, sustituyendo a Vicente Moreno.
El 12 de marzo de 2024, se convierte en segundo entrenador de Manolo González en el primer equipo del Real Club Deportivo Espanyol de la Segunda División de España hasta el final de la temporada. Tres meses después, en junio, logró el ascenso a Primera División tras derrotar al Sporting de Gijón y al Real Oviedo en la promoción.
El 11 de febrero de 2025, firma por el C. D. Atlético Baleares de la Segunda Federación.

## Clubes

### Como jugador
| Club                              | País   | Año       |
| --------------------------------- | ------ | --------- |
| Unión Deportiva Atlética Gramenet | España | 1994–1998 |
| Real Club Deportivo Espanyol "B"  | España | 1998–2001 |
| Unión Deportiva Atlética Gramenet | España | 2001–2003 |
| CF Badalona                       | España | 2003–2010 |
| UE Sant Andreu                    | España | 2010–2012 |

### Como entrenador
| Club                                             | País   | Año             |
| ------------------------------------------------ | ------ | --------------- |
| Real Club Deportivo Espanyol "B" (2º Entrenador) | España | 2014–2017       |
| Real Club Deportivo Espanyol Juvenil "A"         | España | 2017–2018       |
| Real Club Deportivo Espanyol Juvenil "B"         | España | 2018–2019       |
| Real Club Deportivo Espanyol Juvenil "A"         | España | 2019–2021       |
| Real Club Deportivo Espanyol "B"                 | España | 2021-2024       |
| Real Club Deportivo Espanyol (Interino)          | España | 2022            |
| Real Club Deportivo Espanyol (Asistente)         | España | 2024            |
| C. D. Atlético Baleares                          | España | 2025-actualidad |